# Cổ Tẩu
Cổ Tẩu (tiếng Trung: 瞽叟; bính âm: Gǔ Sǒu; nghĩa đen 'lão già mù') là hậu duệ đế Chuyên Húc sống vào đời Đường Nghiêu, không rõ tên thật ông là gì - chỉ biết rằng ông là người đàn ông nhu nhược chỉ biết nghe lời phỉnh nịnh của vợ lẽ và con thứ để hại con trưởng của mình là Diêu Trọng Hoa nên dân gian gọi ông cái tên nghĩa là lão già mù.

## Thân thế
Theo Sử ký, Cổ Tẩu là cháu đời thứ tám của Hoàng Đế, cháu đời thứ bảy của Xương Ý (昌意), cháu đời thứ sáu của Chuyên Húc, chút của Cùng Thiền (窮蟬), chắt của Kính Khang (敬康), cháu gọi bằng ông nội của Cú Vọng (句望), con trai của Kiều Ngưu (橋牛).

## Truyền thuyết dân gian
Vợ cả Cổ Tẩu là Ốc Đăng mất sớm chỉ sinh hạ được mỗi người con trai là Diêu Trọng Hoa, Cổ Tẩu lấy vợ lẽ mà sinh được người con trai nữa tên là Tượng và 1 gái là Hệ. Tượng có tính kiêu ngạo song được Cổ Tẩu rất cưng, tuy Diêu Trọng Hoa đối xử với cha và mẹ kế cùng em cùng cha khác mẹ rất có hiếu nhưng vẫn bị họ tìm cách hãm hại. Hồi còn niên thiếu mẹ kế đã xúi chồng bắt con riêng đi cày ở Lịch Sơn và đánh cá ở đầm Lôi Trạch là những nơi có nhiều thú dữ và thủy quái để hòng giết chết Trọng Hoa, nhưng không ngờ lòng hiếu thuận của Trọng Hoa đã cảm động đến trời nên chính các loài ác thú đó lại ra giúp Trọng Hoa cày cấy và đánh cá.
Cổ Tẩu thấy vậy đã thôi không dám làm hại Trọng Hoa nữa, nhưng khi Đế Nghiêu gả con gái Nga Hoàng và Nữ Anh và cấp kho lương thực cho Trọng Hoa thì mẹ kế lại nổi lòng thèm muốn và ghen tị nên đã kích động Cổ Tẩu hại con để chiếm tài sản vua ban. Cổ Tẩu và Tượng nghĩ ra nhiều mưu kế như: bắt Trọng Hoa trèo lên nóc sửa nhà kho rồi rút thang phóng hỏa, hay bắt Trọng Hoa đào giếng rồi Cổ Tẩu và Tượng đứng trên lấp đất đá xuống, nhưng tất cả đều bị Trọng Hoa mưu lược tránh được. Tuy nhiên sau những sự việc đó Trọng Hoa vẫn đối xử với mọi người khoan hòa như không có gì xảy ra, từ đó Cổ Tẩu và Tượng không còn dám làm hại Trọng Hoa nữa.
Vua Nghiêu nghe được chuyện này, thấy Trọng Hoa là người có đức hạnh lại giỏi giang bèn thiện nhượng cho Trọng Hoa, tức Đế Thuấn.

## xem thêm
- Nhị thập tứ hiếu - mục Ngu Thuấn - hiếu cảm động trời
- đế Thuấn
- Tượng
- Hữu Ngu